# SkyEnergy
Українська приватна інжинірингова компанія SkyEnergy (Скай Енержі) розпочала свою діяльність у 2020 році, у місті Дніпро. Працює в аерокосмічній та машинобудівній галузях. Компанія займається наданням повного циклу послуг, від проектування до виготовлення аерокосмічної техніки.
Вироби Skyenergy брали участь у місіях Transporter‑1 та Transporter‑3  [Архівовано 3 лютого 2022 у Wayback Machine.],що виводили корисне навантаження на ракеті-носії Falcon 9 Block 5, компанії SpaceX.
Спеціально для першої місії Transporter‑1, SkyEnergy розробила та виготовила спеціальну «плиту-адаптер» (MPAP), на якій закріплюються та тримаються контейнери із супутниками під час польоту ракети-носія.
Друга розробка компанії SkyEnergy, а саме багатофункціональний адаптивний модуль (MFAM), застосовувалася для забезпечення виведення супутника «Січ-2-30» розробки Конструкторського бюро «Південне», у рамках Національної космічної програми України за підтримки Державного космічного агентства України на ракеті-носії Falcon-9 у місії Transporter‑3 . MFAM здатний конфігуруватися під конкретні завдання різних місій. Цей модуль являє собою підтримуючу структуру, яка забирає на себе частину навантаження, що діє на супутник. Та при цьому і з високою надійністю забезпечує його відокремлення.
Серед партнерів Skyenergy є такі компанії, як , ISISPACE (Innovative Solutions In Space) [Архівовано 1 лютого 2022 у Wayback Machine.], ДП «Конструкторське бюро «Південне» ім. М.К. Янгеля»" [Архівовано 10 травня 2022 у Wayback Machine.].